# Cima degli Spiriti
De Cima degli Spiriti (Ook wel Punta degli Spiriti genoemd of in het Duits Geister Spitze) is een 3465 meter hoge berg in de Noord-Italiaanse regio Trentino-Alto Adige vlak bij de grens met Lombardije.
De berg behoort tot het Ortlermassief en ligt nabij de beroemde Stelviopas. De westelijke gletsjer van de berg maakt deel uit van het zomerskigebied Stelvio, dat het op een na hoogste van Europa is. Ten westen van de Cima degli Spiriti ligt de Monte Cristallo (Hohe Schneide, 3431 m), in het zuiden de Payer Spitze (2433 m) en in het oosten de Cima Tuckett (Tuckettspitze, 3466 m). Ten noorden van de berg strekt zich de uitgestrekte gletsjer Vedretta di Madaccio (Madatschferner) uit.
De top wordt meestal vanuit de Stelviopas en het Rifugio Piccolo Livrio (3117 m) beklommen. Een andere berghut in de buurt van de Cima degli Spiriti is het Bivacco Ninotta (3380) nabij de Cima Tuckett.